# Politica del preambolo
La politica del preambolo fu la linea politica decisa dalla Democrazia Cristiana nel corso del XIV Congresso di Roma nel febbraio del 1980 e che pose fine alla “solidarietà nazionale” con il Partito Comunista Italiano di Enrico Berlinguer e fece prevalere l’alleanza con i socialisti e gli altri partiti laici. 
«Il Congresso, pur rilevando l’evoluzione fin qui compiuta dal Pci, constata che le contrastanti posizioni tuttora esistenti sui problemi indicati non consentono alla Dc corresponsabilità di gestione con quello stesso partito; e demanda al Consiglio nazionale il compito di promuovere una iniziativa politico-programmatica che, previa aperta verifica tra i partiti costituzionali nelle opportune sedi, tenda a rendere più stabile e sicuro il governo del paese, nello spirito della solidarietà nazionale e nel riconoscimento della pari dignità delle forze politiche che intendono collaborare».  - Estratto del Preambolo al documento finale votato dai delegati del XIV Congresso
Il "Preambolo" al documento finale del Congresso fu ideato e scritto da Carlo Donat-Cattin, storico leader della sinistra DC e chiudeva definitivamente l'esperienza politica del Compromesso storico avviata sei anni prima con l'elezione alla segreteria di Benigno Zaccagnini. Da quel momento, fino alla sua fine negli anni '90 la guida della Dc passò ad una squadra guidata da Piccoli, Forlani, Fanfani, Prandini e Donat-Cattin.

## Il contesto
Per tutta la seconda metà degli anni '70, la politica italiana era stata denominata dalla strategia della "solidarietà nazionale", che prevedeva una collaborazione diretta tra la Democrazia Cristiana e il Partito Comunista Italiano in previsione di una qualche forma di alleanza tra i due maggiori partiti italiani. La strategia era sostenuta dentro la DC da un'alleanza tra le correnti di sinistra della cosiddetta Area Zac (dal nome del segretario Benigno Zaccagnini) e dalla destra di Giulio Andreotti, mentre nel PCI i berlingueriani condividevano tale posizione preferendola alle ipotesi di "alternativa di Sinistra". Dopo le elezioni del 1976, il PSI si rese indisponibile ad entrare nel Governo e l’emergenza terroristica ed economica diedero un decisivo sviluppo per la nascita dei governi di "solidarietà nazionale" (1976-1979). Questa fase vede risultati positivi nel contrasto alle emergenze, ma fallisce nel mettere in moto l'auspicato processo di trasformazione sociale e politica della realtà italiana. Nel gennaio 1979, il PCI passa all’opposizione, contrario all’adesione dell’Italia allo SME e ha un deciso arretramento alle elezioni politiche del 1979.
All'alba del XIV Congresso della DC, non vi era sensazione di cambiamenti profondi. Gli editoriali dei maggiori quotidiani parlavano dello svolgimento dei fatti con la certezza che la DC non avrebbe mutato strategia. Nessun politico, nessun editorialista sembrava convinto della possibilità di ribaltare la linea intrapresa dopo il 1976. La maggioranza zaccagniana, nei giorni che precedevano l’assise romana, aveva rilanciato la strategia dell’attenzione verso il PCI, sulla quale solo i dirigenti della corrente Forze Nuove di Donat-Cattin e pochi altri in modo esplicito si erano dichiarati in disaccordo.
Nei mesi precedenti si era svolta l’assise socialista di Torino, poi, la festa dell’Unità di Genova, che aveva segnato il ritorno del PCI su posizioni di aspra contrapposizione al Governo; erano stati avvenimenti che interpellavano i democristiani. Tuttavia sembrava impossibile individuare una strada alternativa a quella della collaborazione con il PCI, anche perché il PSI non aveva cambiato la propria strategia abbandonando le ipotesi frontiste che avevano caratterizzato la politica socialista degli ultimi anni.

## Il Congresso della DC del febbraio 1980
Dal 15 al 20 febbraio del 1980 si tiene a Roma il XIV congresso della DC nel Palazzo dello Sport all'Eur e, nonostante le premesse, fu il teatro di una svolta decisiva. Donat-Cattin, che nei mesi precedenti aveva ricordato che nella storia del partito, mai, negli alti e bassi delle vicende politiche, la sinistra di Forze nuove e la Base si erano contrapposte negli appuntamenti congressuali, ruppe questa tradizionale alleanza non aderendo alle proposte decisive dalla Democrazia Cristiana per un’alleanza con il PCI.
La sinistra sociale della DC riteneva che la "solidarietà nazionale" avrebbe reso subalterno il partito dei cattolici alla "egemonia gramsciana" e alla forza organizzativa e alla macchina elettorale dei comunisti. Inoltre, ribadiva l’impegno politico assunto verso gli elettori di non andare a una corresponsabilità di gestione con il PCI. In aggiunta, l'Unione Sovietica (con la quale il PCI non aveva interrotto i legami) aveva invaso l'Afghanistan, appesantendo le tensioni internazionali.
“Non ho mai considerato l’ipotesi di un partito comunista che diventa in certo qual modo socialdemocrazia, in sostanza l’ipotesi di Scalfari e di parecchi nostri amici democristiani… La rappresentatività di classi e di energie nuove sono tutti elementi che sospingono a cercare il pieno coinvolgimento del partito comunista nella vita dello Stato democratico, ma senza abbandonare il compito storico che la DC ha esercitato e continua a esercitare: quello della garanzia delle istituzioni e della gestione democratica. La questione comunista è aperta: seria, importante e grave”. - Carlo Donat-Cattin
Nelle poche pagine del documento di Donat-Cattin venivano delineate fin dalle prime righe le modalità per realizzare le condizioni della nuova alleanza democratica: la uguale dignità tra le forze politiche significava anche la rinuncia alla tradizionale egemonia democristiana e il riconoscimento del diritto di altri partiti a guidare il governo della Repubblica.
Al termine dell'assise viene approvato il 'Preambolo' al documento finale con il 57,7% dei voti dei delegati, l'alleanza tra le correnti dei dorotei, dei fanfaniani, di Proposte e Forze nuove. L'opposizione, composta dall'area Zaccagnini e dagli andreottiani, ottiene il 42,3%. Il 15 marzo gli artefici della nuova linea politica conquistano i posti al vertice della DC: Flaminio Piccoli viene eletto segretario, Arnaldo Forlani presidente e Carlo Donat-Cattin vicesegretario.
La nuova maggioranza del Preambolo all'interno della DC avrà un'immediata conseguenza sulla vita istituzionale: il 19 marzo 1980 il presidente del Consiglio, Francesco Cossiga, è costretto a dimettersi a causa del ritiro dell'astensione del Partito Socialista Italiano e del Partito Repubblicano Italiano.